# Piscidia cubensis
Piscidia cubensis är en ärtväxtart som beskrevs av Ignatz Urban. Piscidia cubensis ingår i släktet Piscidia och familjen ärtväxter. Inga underarter finns listade i Catalogue of Life.